# Как нас обманывают органы чувств (книга)

## Краткое описание
Как нас обманывают органы чувств – научно популярная книга, про несостоятельность восприятия внешнего мира у живых существ, за авторством профессора кафедры когнитивных наук Калифорнийского университета Дональда Хоффмана, изданная в 2022 году.

## Теория Дональда Хоффмана

### Теория мультимодального пользовательского интерфейса (MUI)
Эту книгу Хоффман посвятил своей теории, которая главным образом основывается на Теории мультимодального пользовательского интерфейса (MUI), которая прямо противопоставляет себя Теории критического реализма. Теория MUI гласит, что "перцептивный опыт не соответствует свойствам объективного мира, вместо этого обеспечивая упрощенный пользовательский интерфейс к этому миру". Хоффман утверждает, что сознательные существа эволюционировали не для того, чтобы воспринимать мир таким, какой он есть на самом деле, а для того, чтобы воспринимать его так, чтобы максимизировать выгоду от затраченных ресурсов, как говорит Хоффман: выгоду от фитнеса. Хоффман использует метафору рабочего стола компьютера и иконок – иконки на рабочем столе компьютера обеспечивают функциональный интерфейс, чтобы пользователю не приходилось разбираться с программированием и электроникой для эффективного использования компьютера. Аналогично, объекты, которые мы воспринимаем во времени и пространстве, являются метафорическими иконками, которые выступают в качестве нашего интерфейса к миру и позволяют нам функционировать как можно более эффективно, не имея дела с огромным количеством данных, лежащих в основе реальности.

### Сознательный реализм
Следующим образом теория Хоффмана основывается на Теории сознательного реализма, которая описывается как нефизикалистский монизм, согласно которому сознание является первичной реальностью, а физический мир возникает на его основе.

### Восприятие физического мира является побочным продуктом сознания
Теория MUI и Сознательный реализм вместе составляют основу общей теории Дональда Хоффмана, согласно которой физический мир в человеческом понимании не является объективным, а представляет собой эпифеномен (вторичное явление), вызванный сознанием. Хоффман утверждает, что некая форма реальности может существовать, но может быть совершенно отличной от реальности, которую моделирует и воспринимает наш мозг. Хоффман отмечает, что общепринятая точка зрения, согласно которой активность мозга вызывает сознательный опыт, до сих пор неразрешима, с точки зрения научного объяснения. Хоффман предлагает решить трудную проблему сознания, приняв обратную точку зрения, согласно которой сознание вызывает активность мозга и, по сути, создает все объекты и свойства физического мира.